# Jacob Haight
Jacob Haight (* 4. März 1775 oder 1776; † um 1860 in Catskill, New York) war ein US-amerikanischer Politiker.

## Werdegang
Jacob Haight wurde vor dem Ausbruch bzw. während des Unabhängigkeitskrieges geboren. Über seine Jugendjahre ist nichts bekannt. Er saß von 1824 bis 1827 im Senat von New York. 1828 gehörte er zu den Gründern der Catskill and Ithaca Railroad, welche niemals gebaut wurde. Er war von 1839 bis 1842 Treasurer of State von New York. Seine Amtszeit war von der Wirtschaftskrise von 1837 überschattet. Ferner bekleidete er den Posten als Sheriff.
Haight war zweimal verheiratet: Seine erste Ehe ging er mit Catherine Graham aus Fishkill (New York) ein, Tochter von Hon. Daniel Graham. Aus der Ehe gingen mehrere Kinder hervor, darunter Edward (1824–1829), Jane und Samuel. Nach dem Tod seiner ersten Ehefrau heiratete er Maria Burgess, Witwe von Lawrence Seckel. Das Paar bekam einen Sohn namens Mandeville.